# Onychopterocheilus rudolphae
Onychopterocheilus rudolphae är en stekelart som först beskrevs av Kurzenko 1976.  Onychopterocheilus rudolphae ingår i släktet Onychopterocheilus och familjen Eumenidae. Inga underarter finns listade i Catalogue of Life.